# شناخت‌شناسی ساخت‌گرا
از منظر شناخت‌شناسی ساخت‌گرا (Constructivist epistemology)، تمامی دانش بشر، دانشی است ساخته‌شده و بناگردیده، به جای اینکه لزوماً منعکس از واقعیات متعالی (transcendent) بیرونی باشد.
از جملهٔ پیشگامان نظریهٔ ساخت‌گرای دانستن (knowing) ژان پیاژه است. او در ابتدا از کانت آغاز نمود، و به تدریج به نقطه نظرهای خودش در زمینه شناخت دست پیدا کرد.